# Недашковська Дарія Юріївна
Недашковська Дарія Юріївна (нар. 14 жовтня 1984, Калуш) — українська фехтувальниця, неодноразова переможниця і призерка чемпіонатів України, срібна призерка чемпіонату світу серед кадетів (2001), бронзова призерка чемпіонату Європи (2005), учасниця XXVIII літніх Олімпійських ігор, майстер спорту України міжнародного класу (2005).
Народилася 14 жовтня 1984 року в місті Калуші Івано-Франківської області. У 8 років почала займатися фехтуванням на рапірах. 1999 року перейшла на шаблю. 2001 року отримала звання майстер спорту України. Перший тренер — Валерій Штурбабін.
2004 року виступала на Олімпійських іграх в Афінах, де поступилася вже на першому етапі французькій шаблістці Сесіль Аржіола 9-15, посівши підсумкове 21-е місце.
2005 року в складі української команди здобула «бронзу» чемпіонату Європи (разом з Ольгою Харлан, Оленою Хомровою і Галиною Пундик). Того ж року Дарія одержала звання Майстра спорту міжнародного класу з фехтування.
2007 року закінчила спортивну кар'єру через травму. Після закінчення кар'єри працює в Національній федерації фехтування України. 2012 року була коментатором на Першому національному під час змагань фехтувальників на Олімпійських іграх.
2007 року закінчила Київський національний університет ім. Тараса Шевченка, спеціальність «економічна кібернетика».